# سنگ سوراخ (فردوس)

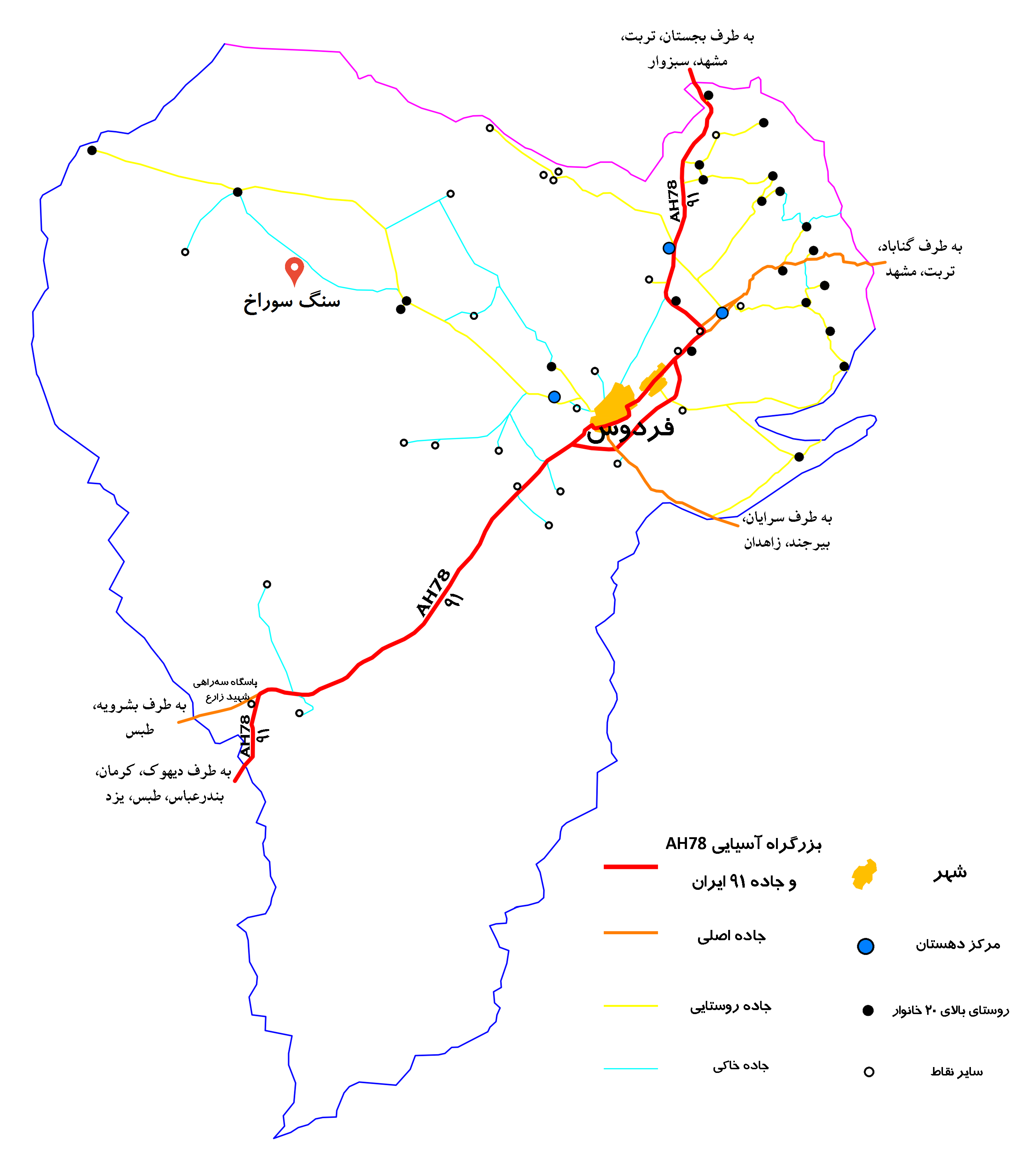
موقعیت سنگ سوراخ بر روی نقشه شهرستان فردوس

سنگ سوراخ، اثری طبیعی به‌صورت حفره‌ای بزرگ در بالای کوهی به همین نام است که در فاصله ۳۵ کیلومتری غرب شهر فردوس قرار گرفته است.
این حفره بزرگ به‌دلیل فرسایش‌های آبی در سنگ‌های آهکی کوه به‌وجود آمده و قطری حدود ۲۰ متر دارد.
این اثر طبیعی در مسیر دسترسی به کویر پلوند و ریگ یوز در منطقه حفاظت شده مظفری شهرستان فردوس واقع بوده و جاده قدیم ابراهیم‌آباد به روستاهای کجه و چاه‌نو از ۵۰۰ متری آن می‌گذرد.
در نزدیکی این اثر طبیعی، غار آبی سنگ سوراخ قرار گرفته و در فاصله‌ای دورتر، تپه‌های شنی قرار دارند که قابل توجه گردشگران بوده و مکان مناسبی برای ورزش‌های بیابانی مانند موتورهای چهارچرخ می‌باشد.

## نگارخانه

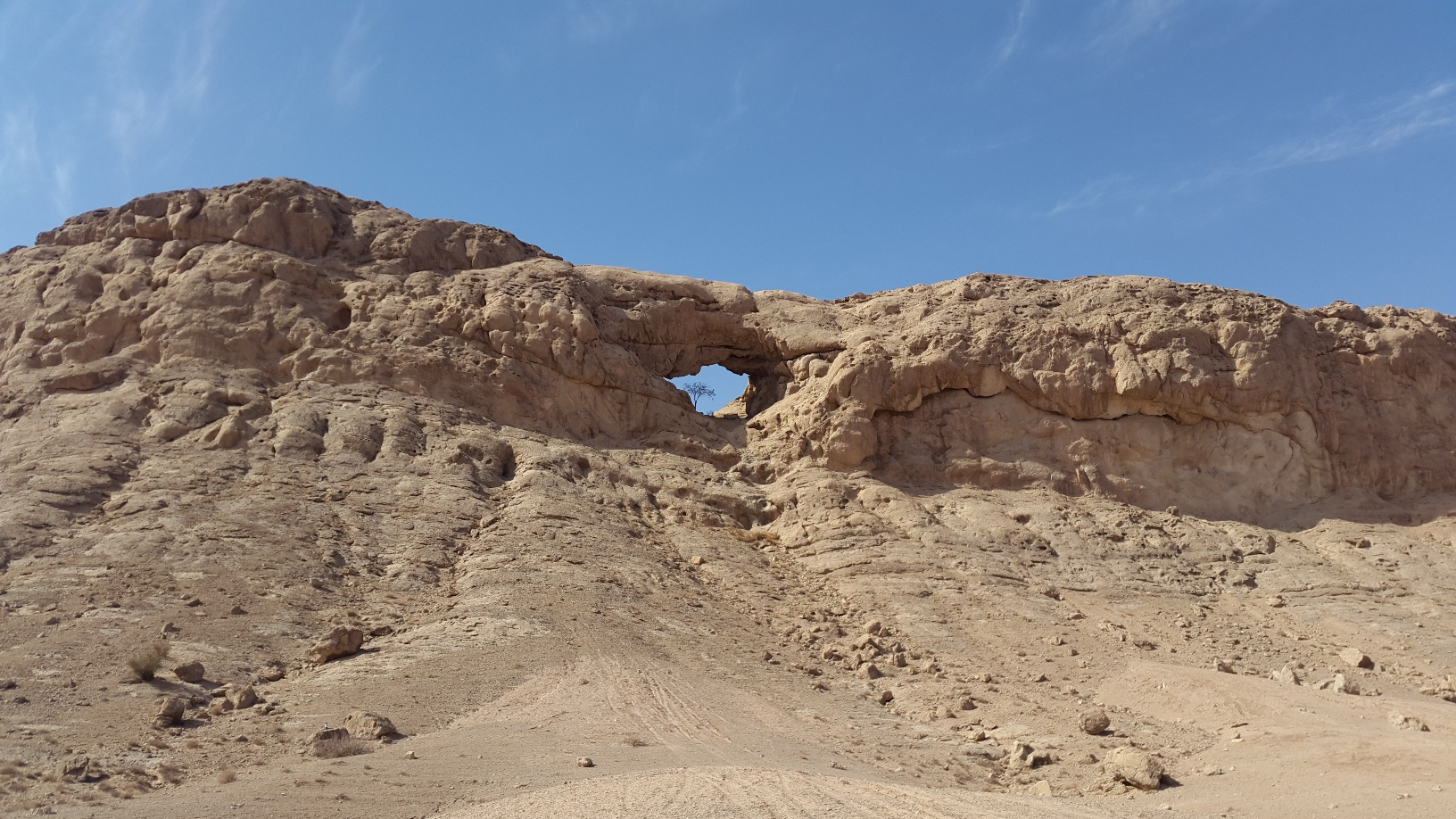
دورنمای سنگ سوراخ
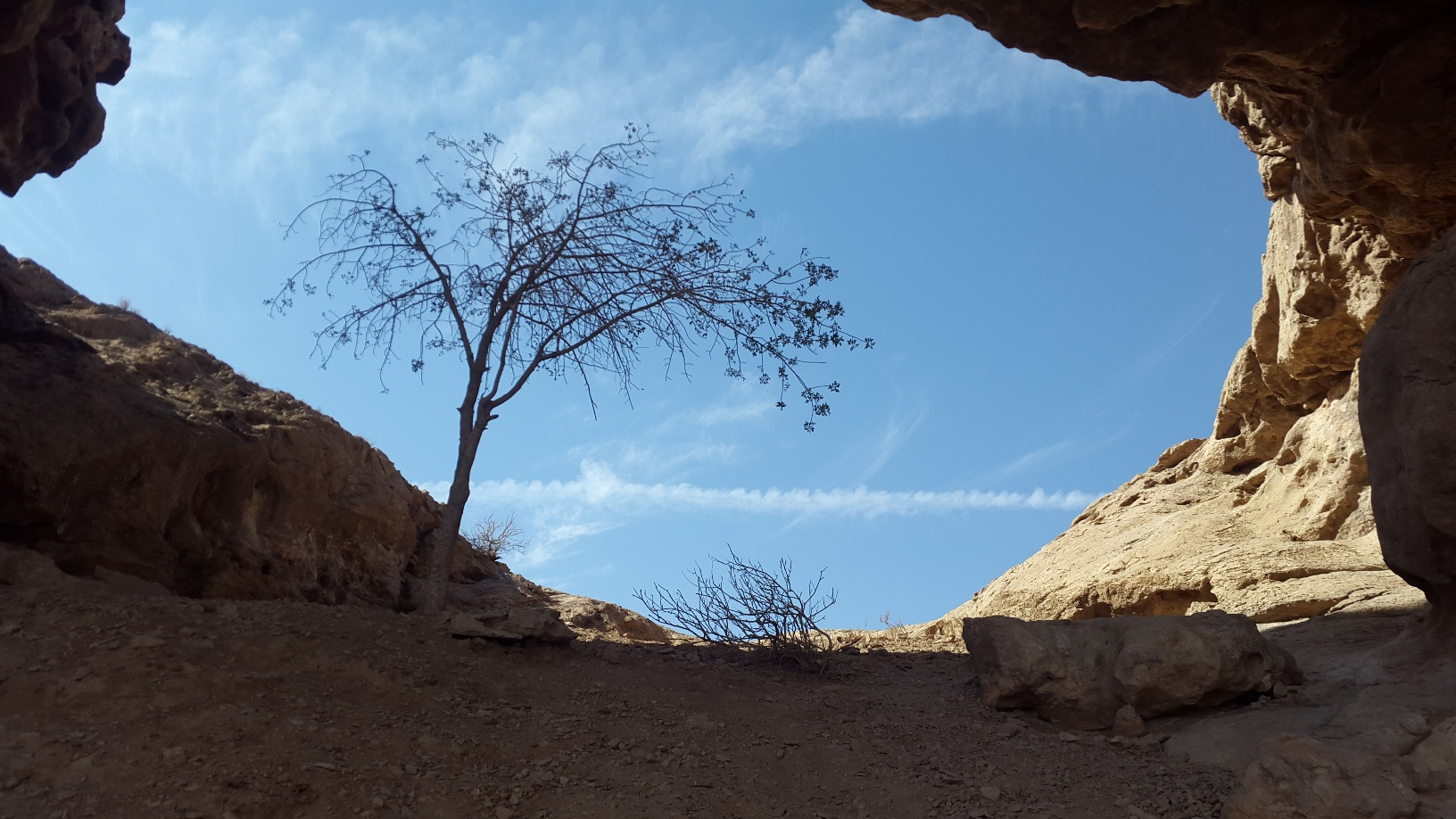
نمای داخلی سنگ سوراخ
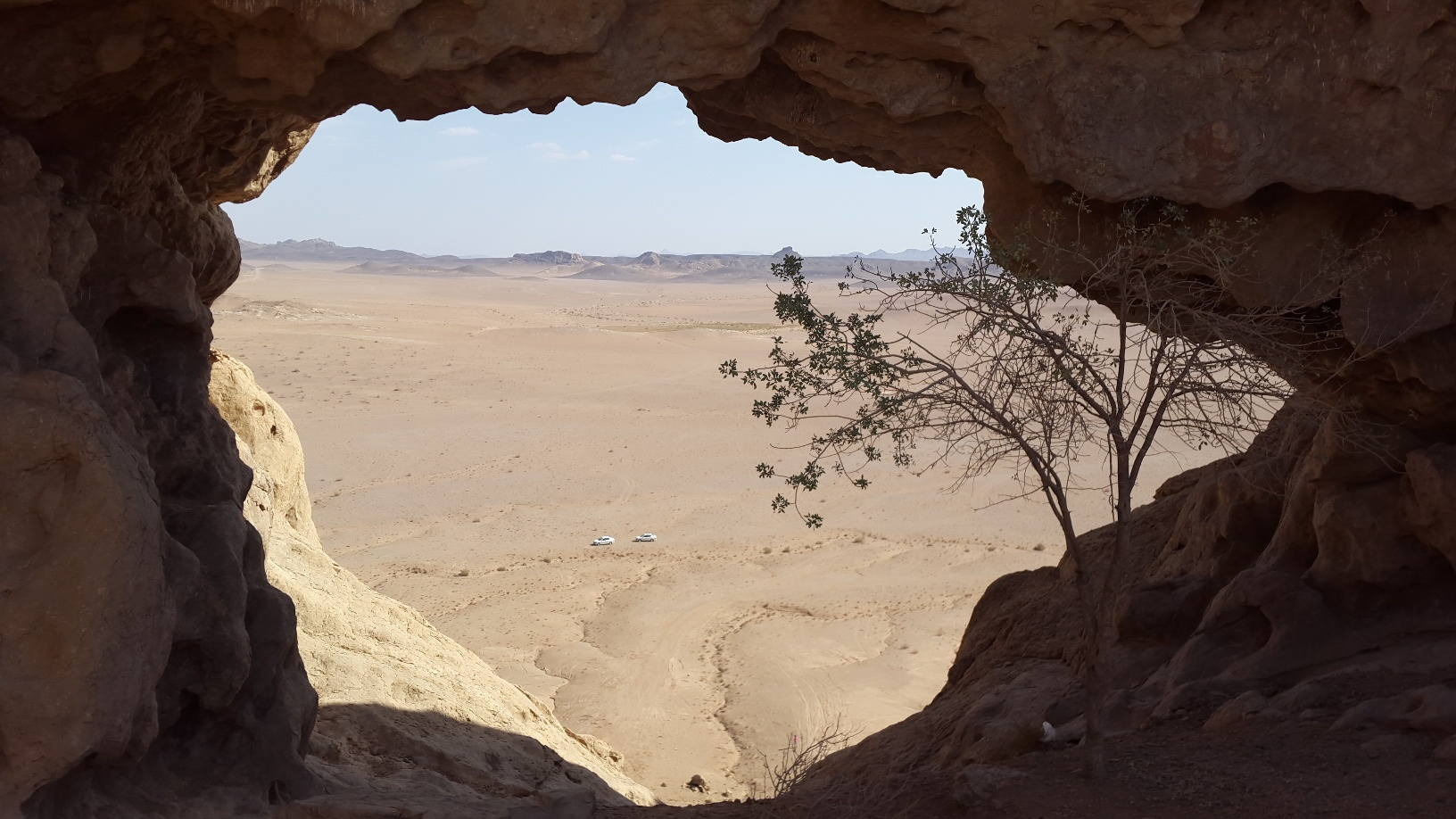
منظره بیرون از داخل سنگ سوراخ